# Victoria de Durango
Durango, oficialmente llamada Victoria de Durango, es una ciudad mexicana, capital del estado de Durango, y cabecera del municipio de Durango. Se localiza en el norte de México. Cuenta con una población según datos de XIV censo de población y vivienda del Instituto Nacional de Estadística y Geografía en el año 2020 con una población de 616 068 habitantes que la convierten en la 30.ª ciudad más poblada de México.
Durango es la ciudad más poblada y extensa del estado homónimo. Fue fundada el 8 de julio de 1563 por Francisco de Ibarra con el nombre de Villa de Durango. El primer trazado de la ciudad lo realizó Alonso de Pacheco.
La fundación de la ciudad se originó debido a su cercanía con el cerro de Mercado, el cual se creía contenía grandes cantidades de plata; sin embargo con el tiempo se descubrió que era un importante yacimiento de hierro. Este cerro debe su nombre al capitán Ginés Vázquez de Mercado, quien descubriera el valle en sus exploraciones del norte de México.
El centro histórico de la ciudad contiene la mayor cantidad de inmuebles históricos catalogados en el norte del país por el INAH y además forma parte del conjunto de ciudades y poblados en el "Camino Real de Tierra Adentro", declarado Patrimonio Cultural de la humanidad por la Unesco en 2010.
Durango es llamada oficialmente Victoria de Durango; la denominación de "Victoria" se le agregó en honor a Guadalupe Victoria, primer presidente de México originario de Tamazula, Durango. El significado etimológico de Durango es "más allá del agua", proviene del idioma euskera; Francisco de Ibarra la nombró así en recuerdo de la localidad de Durango, en la provincia española de Vizcaya, País Vasco. En idioma tepehuán la localidad se conoce como el Korián y en náhuatl, era conocida como Analco.

## Historia
El territorio había sido recorrido con anterioridad por los conquistadores españoles Cristóbal de Oñate, Nuño de Guzmán en 1531 y José de Angulo en 1533.
En 1552, una expedición hacia el norte de la Nueva España llevó a Ginés Vázquez de Mercado, atraído por la idea de encontrar vetas de plata, a descubrir primero el valle donde se encuentra la ciudad y luego un gran yacimiento de hierro al que puso por nombre “cerro de Mercado”. En 1554 Francisco de Ibarra, explorador español de origen vasco, llegó por primera vez al territorio y lo nombró Valle del Guadiana.
En 1556 fue fray Diego de la Cadena, un fraile franciscano, quien llegó al valle y construyó la primera misión franciscana en un pequeño poblado tepehuano llamado Analco, que nombra San Juan Bautista de Analco. El nombre Analco significa "al otro lado del agua", el poblado estaba ubicado en las proximidades de la Acequia Grande.
Francisco de Ibarra ordenó a Alonso de Pacheco el diseño de la traza de la ciudad en 1557, desde entonces se le dotó de una configuración ortogonal con calles que corren de norte a sur y de este a oeste. Estando localizada en un llano despoblado, se fijó su límite al norte en el cerro de Mercado, al sur la Acequia Grande, al poniente una zona pantanosa y al oriente la continuación del valle. Los términos originales de la ciudad comprendieron las calles actuales de Negrete, al norte, 5 de febrero, al sur, Francisco I. Madero, al este, y la calle de Constitución, al oeste; desde el comienzo de la ciudad se definió el emplazamiento de la plaza de Armas, el palacio del gobernante y la parroquia principal que se convertiría en la catedral de Durango. El nombre que le dio Alonso de Pacheco al plano fue Villa del Guadiana por ubicarse en el valle del mismo nombre e ignorando el nombre que Ibarra pretendía dar al lugar. 

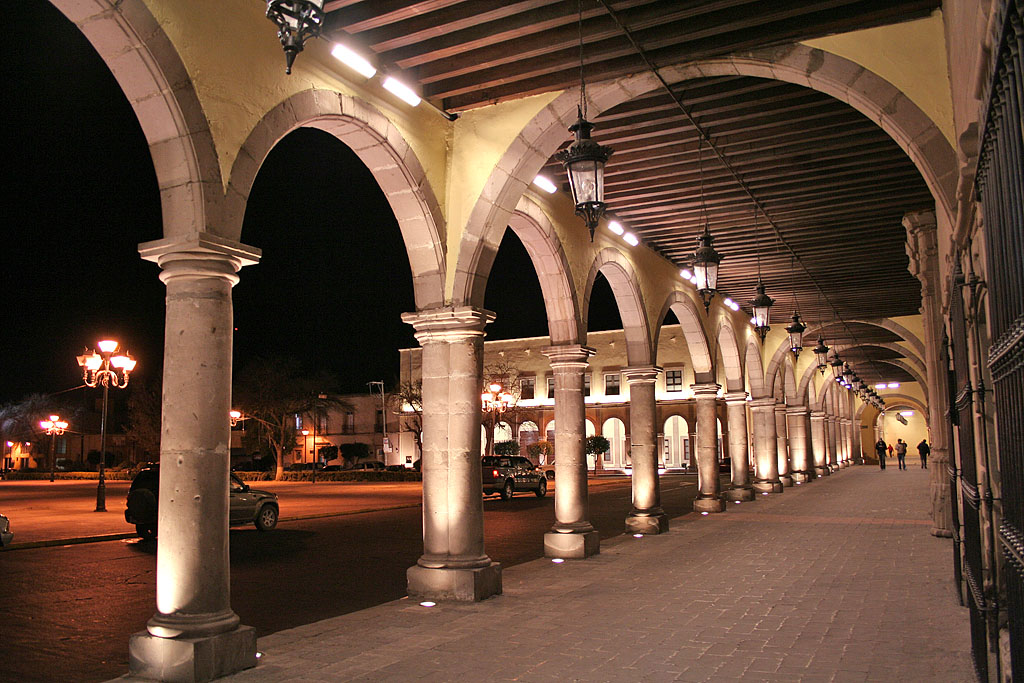
Palacio de Gobierno.

La Villa de Durango fue fundada propiamente el 8 de julio de 1563 por Francisco de Ibarra sobre la traza de Alonso de Pacheco. Durango es el nombre de un poblado en la provincia española de Vizcaya, lugar donde Ibarra había nacido. Su ubicación se eligió por estar próxima a la misión franciscana de San Juan Bautista de Analco, a que en las cercanías existía una acequia y a que en el lugar se podía disponer de madera, había animales de caza y pescado en los ríos; además estaban próximos los lugares donde existían minas. Para evitar el despoblamiento de la nueva localidad, Francisco de Ibarra donó una de las minas a los indígenas y al clero con la condición de que habitasen el asentamiento.
La misa de fundación de la villa fue oficiada por fray Diego de la Cadena, celebrada en la esquina suroccidente de las actuales calles de 5 de febrero y Juárez; a la misa asistieron Ibarra, sus capitanes y vecinos. Después tuvo lugar el acto solemne de la fundación. En la esquina sureste de la plaza de Armas se situaron en primer término el escribano real, Sebastián de Quiroz, que sentado frente a una mesa redactó el acto de la fundación y de pie, ante él, con sus uniformes de gala, Francisco de Ibarra y sus capitanes; junto a ellos, el alférez Martín de Rentería portando el estandarte que los había acompañado a sus conquistas. 

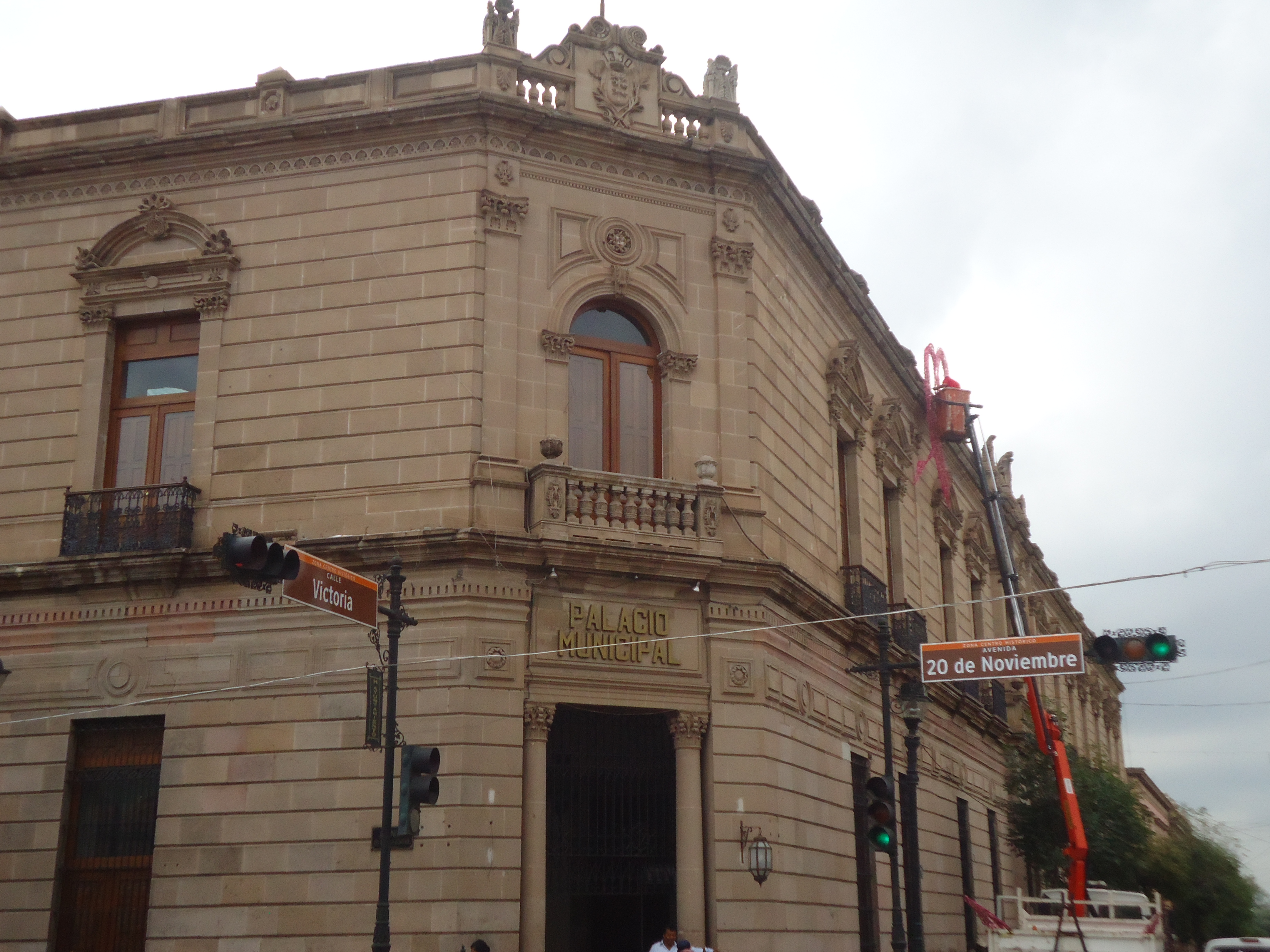
Palacio municipal Durango

Al lado de ellos estaba Ana Leyva de Pacheco, que fuera la primera mujer española que llegó a Durango. Tras continuar con su expedición y decidido a colonizar el norte de la provincia de Nueva Galicia, entre 1554 y 1567, Francisco de Ibarra conformó la provincia de la Nueva Vizcaya —nombrándola en recuerdo de su provincia natal en el País Vasco— con los territorios de los actuales estados de Durango, Chihuahua y parte de Sonora, Sinaloa y Coahuila; al tiempo que nombró a la Villa de Durango como capital de dicho territorio.
El virrey Luis de Velasco nombró gobernador de provincia a Francisco de Ibarra el 24 de julio de 1562.

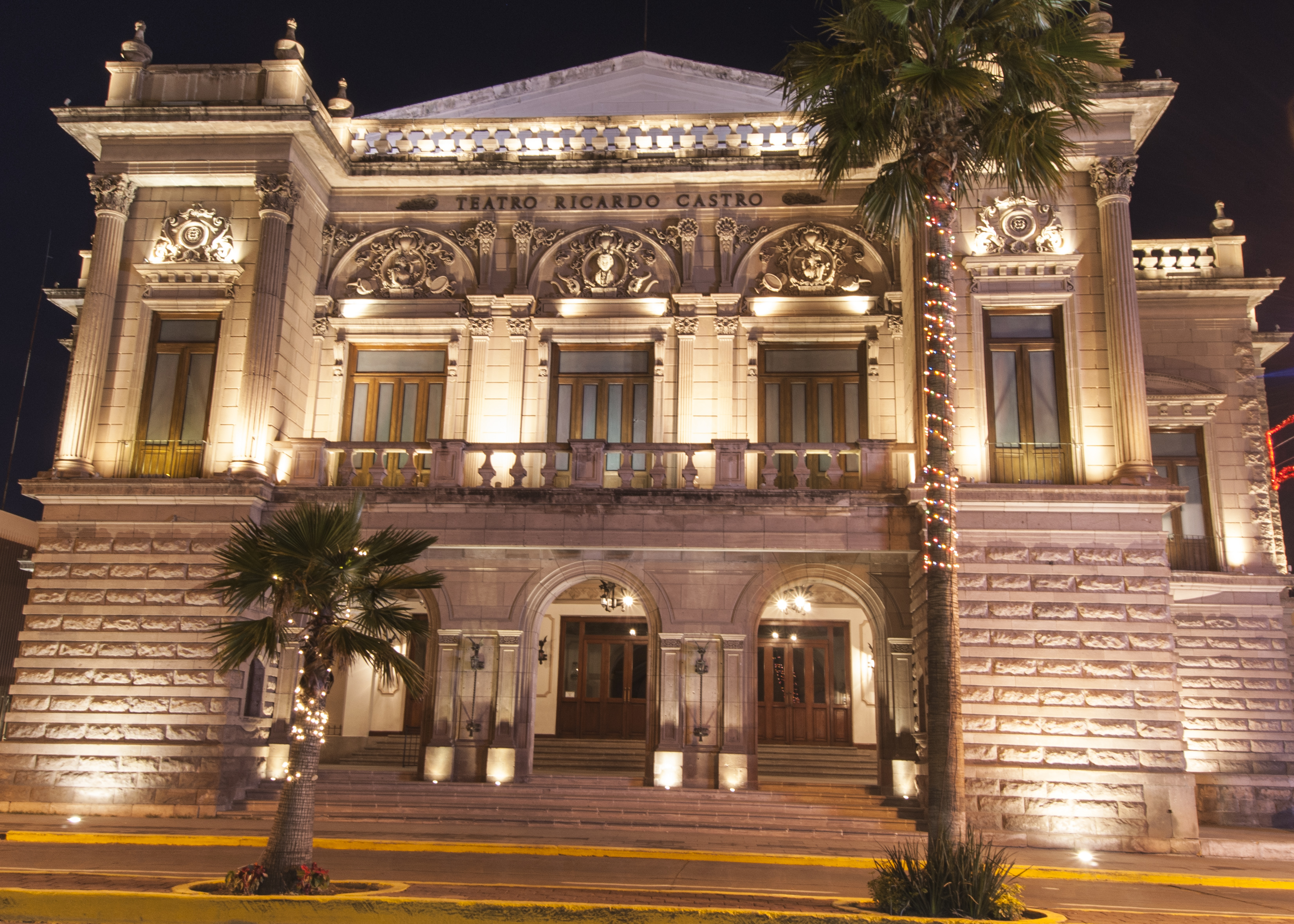
Teatro Ricardo Castro.

Ya en el siglo XVII la villa contaba con unas veinte manzanas y 50 vecinos españoles, a su traza se agregan dos calles en sentido oriente-poniente y tres en sentido norte-sur.
En 1620 se fundó el obispado de Durango, la diócesis se erigió el 28 de septiembre de 1620. A consecuencia de esto, en 1621 el rey de España Felipe IV elevó la villa a la categoría de ciudad. En 1634 un incendio destruyó la iglesia de la Asunción de María, sede de la diócesis, y en 1635 se comenzó a construir la catedral actúa.
La localidad tuvo un periodo difícil durante el siglo XVII, estuvo a punto de ser abandonada ya que sufría de los ataques de los indígenas nativos, aunque por su localización estratégica obtuvo apoyo del virreinato para evitar su despoblamiento.

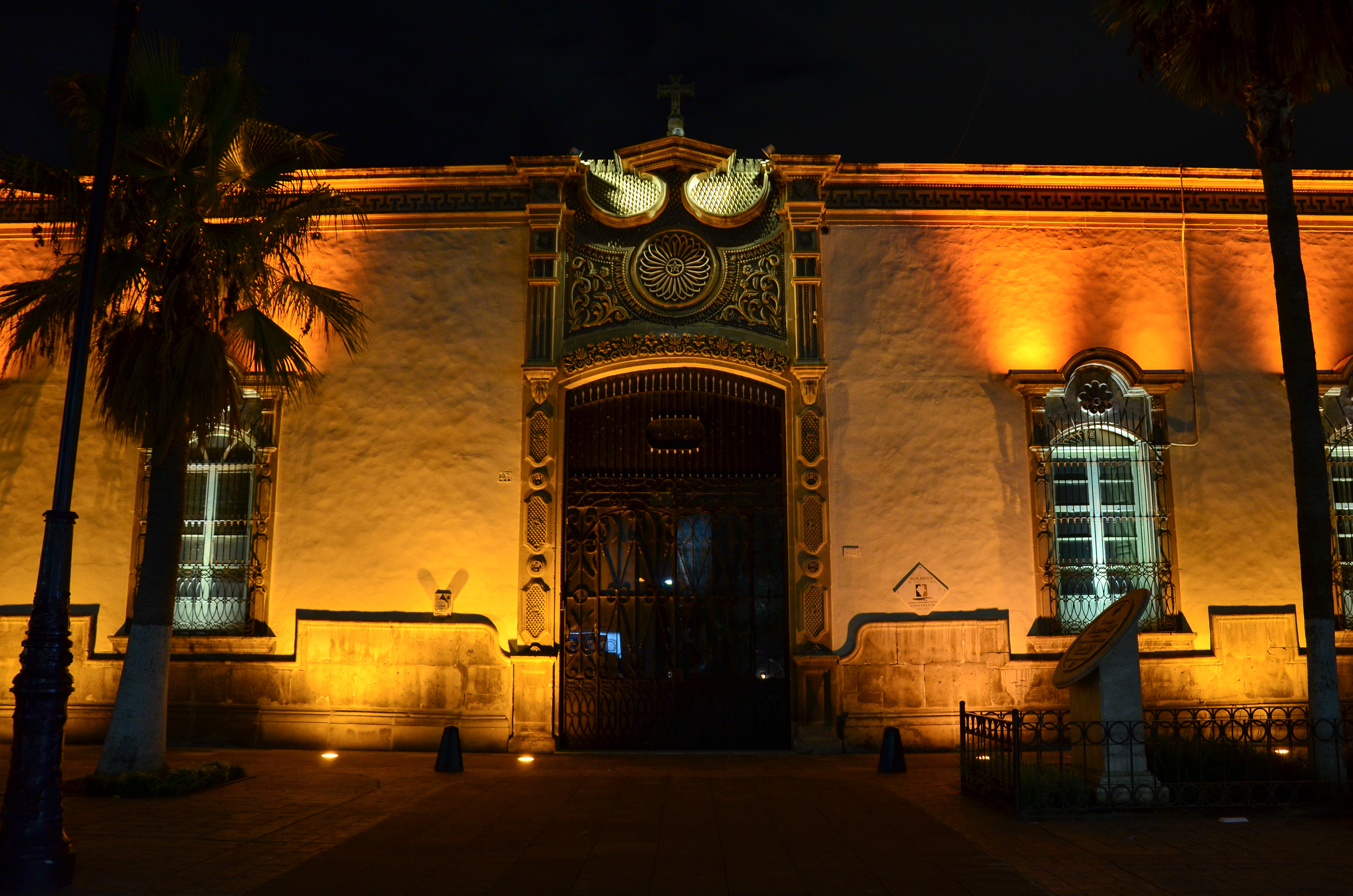
Arzobispado de Durango.

El hierro de los yacimientos cercanos no era visto por la Corona española con la misma importancia que el oro o la plata, sin embargo, para el siglo XVIII el descubrimiento de varias vetas de minerales preciosos en la Sierra Madre Occidental dieron un nuevo auge a la ciudad con la construcción de palacios, mansiones y diferentes edificaciones de importancia, así como con un notable incremento de la población. El 4 de diciembre de 1786 por medio de una Real Ordenanza, se creó la Intendencia de Durango, formada por las entidades de Chihuahua y Durango.
En la segunda mitad del siglo XIX Durango se unió a la capital del país por medio del ferrocarril, historia que se puede constatar a través del archivo histórico del municipio.
Fue elevada a arquidiócesis el 23 de junio de 1891 de 1824, cuando se declaró el estado de Durango.
En 1982 el INAH declaró el centro de Durango como Zona de Monumentos Históricos.

## Geografía

### Fisiografía

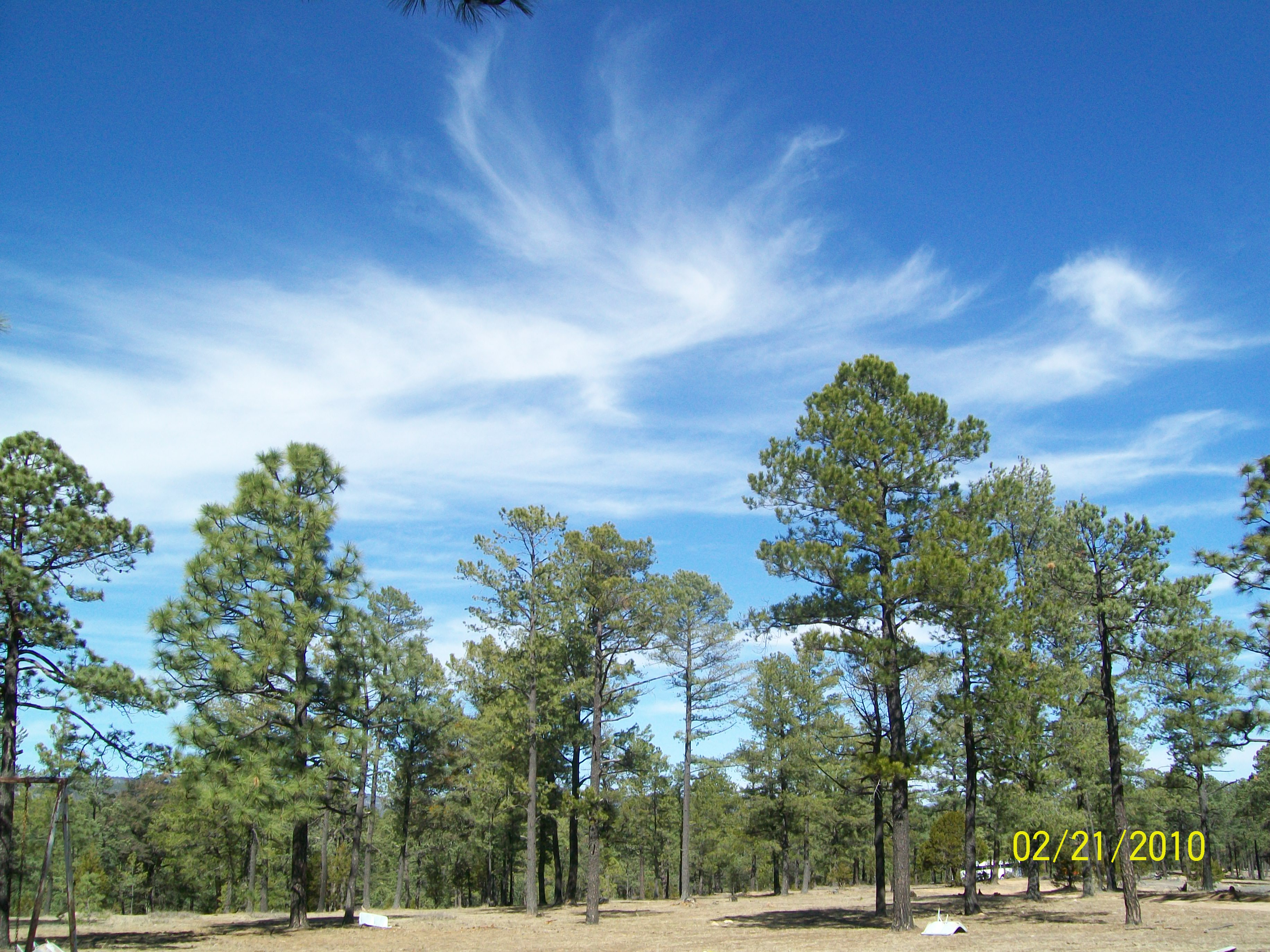
Bosque alrededor de la ciudad.

La ciudad está ubicada en el extremo oeste del valle del Guadiana, al norte de México y en el centro-occidente de la Mesa del Centro. Se encuentra entre el paralelo 23°57′ y el 24°5′ de latitud norte y entre los meridianos 104°33′ y el 104°43′ relativos a Greenwich. El valle donde se localiza tiene una superficie de aproximadamente 700 km² y limita al norte con el valle de Canatlán, al sur y al oeste con la Sierra Madre Occidental, al sureste con la sierra del Registro y al este con la zona de los llanos limitándola con una serie de lomeríos y elevaciones.
Dentro del valle, a una altitud promedio de 1880 m s. n. m. solo se encuentran dos accidentes notables: El cerro de Mercado (2040 m s. n. m.) al norte de la ciudad y el cerro de los Remedios (1980 m s. n. m.) al poniente, además de varias lomas que aumentan hasta el oeste del valle para dar paso a la Sierra Madre Occidental. En el centro del valle se encuentran varias depresiones como "El Arenal" que desvían el cauce de los ríos del valle y los hacen "retornar" a la Sierra Madre.

### Hidrografía

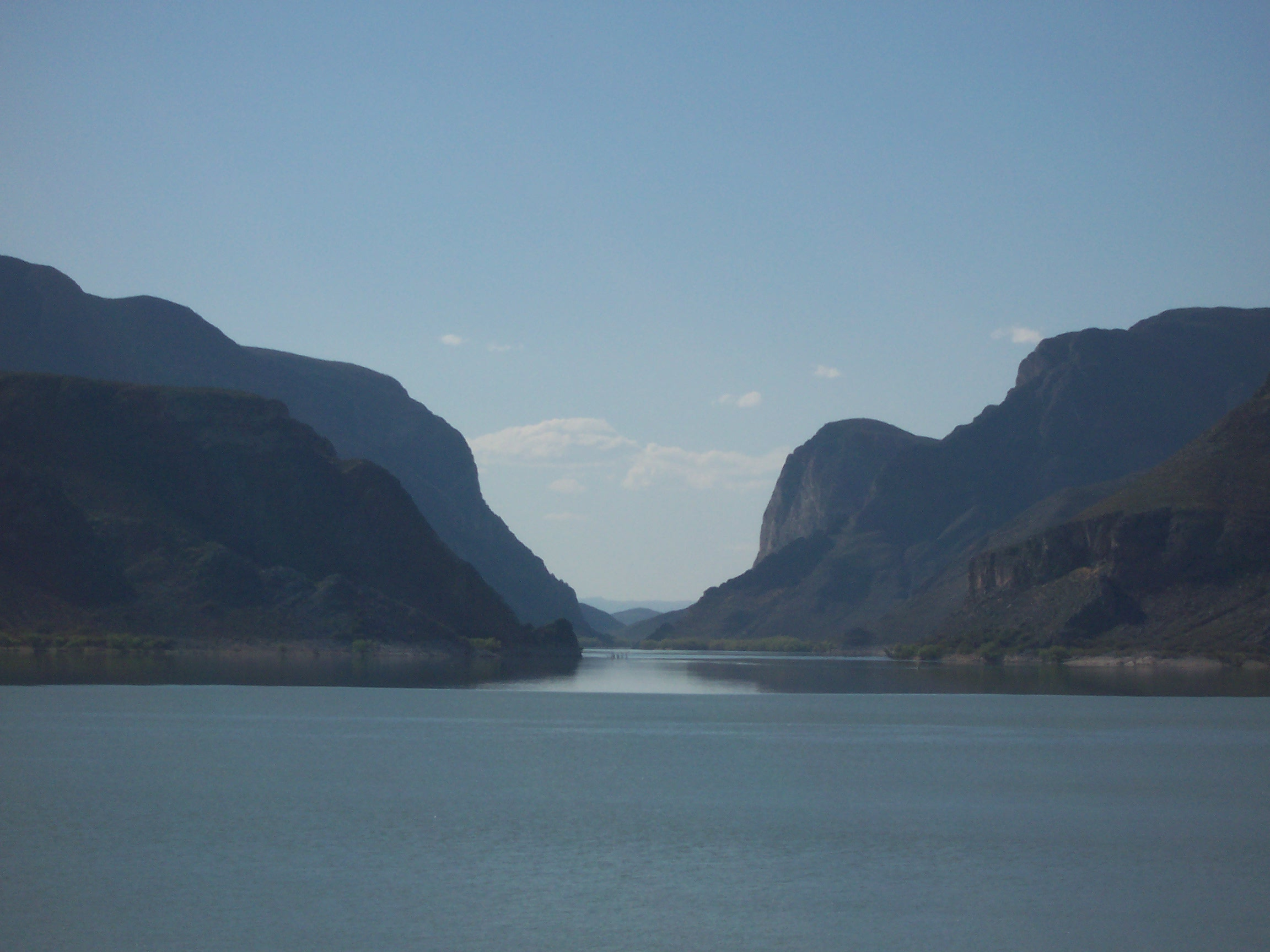
Presa Francisco Zarco.

Varias corrientes de agua estacionales tienen cursos de agua cercanas a la ciudad.
El río El Tunal corre desde la Sierra Madre Occidental hacia el sur del valle, es la corriente de agua más importante en el valle, su caudal se vio reducido con la construcción de la Presa Guadalupe Victoria, ubicada en el cañón que desemboca al valle del Guadiana y edificada para el almacenamiento de agua con fines de riego durante la época de secas, es el cuerpo de agua más grande en toda la región.
Además de la presa Guadalupe Victoria, la ciudad cuenta con la presa Peña del Águila, la presa Santiago Bayacora, la presa de Garabitos.
La Acequia Grande recorría el centro de la ciudad, la localización original de la villa fue elegida en las cercanías de la acequia para el abasto de agua, sin embargo, hoy en día la corriente es un arroyo estacional subterráneo con excepción de la temporada de lluvias, el cauce fue confinado a un túnel que corre bajo el Bulevar Dolores del Río y que se cruza con el río El Tunal en el paraje de El Arenal.
El río La Sauceda recorre la porción norte del valle y su trayecto no atraviesa la ciudad, su corriente se integra a la del río El Tunal también en el paraje de El Arenal.
Cabe señalar que el agua de todo el estado contiene una cantidad muy fuerte de minerales.

### Clima
La ciudad de Durango tiene un clima semiseco templado, en el sistema de clasificación climática de Köppen, con lluvias durante el verano y  frío comenzando a mitad del otoño, inviernos con bastantes heladas y lloviznas. Las nevadas son raras en la ciudad y suceden en promedio cada 7 años, sin embargo, si se registran con frecuencia en las montañas que la rodean. Los veranos son cálidos, alcanzando temperaturas de hasta 37 °C y lluvias regulares en los meses de junio, julio y agosto, alcanzando los 411 mm de precipitación en promedio. Vientos dominantes del oeste en primavera, del noroeste en verano y otoño y del noreste en invierno.
| Parámetros climáticos promedio de Durango (2000 msnm)  | Parámetros climáticos promedio de Durango (2000 msnm) | Parámetros climáticos promedio de Durango (2000 msnm) | Parámetros climáticos promedio de Durango (2000 msnm) | Parámetros climáticos promedio de Durango (2000 msnm) | Parámetros climáticos promedio de Durango (2000 msnm) | Parámetros climáticos promedio de Durango (2000 msnm) | Parámetros climáticos promedio de Durango (2000 msnm) | Parámetros climáticos promedio de Durango (2000 msnm) | Parámetros climáticos promedio de Durango (2000 msnm) | Parámetros climáticos promedio de Durango (2000 msnm) | Parámetros climáticos promedio de Durango (2000 msnm) | Parámetros climáticos promedio de Durango (2000 msnm) | Parámetros climáticos promedio de Durango (2000 msnm) |
| Mes                                                    | Ene.                                                  | Feb.                                                  | Mar.                                                  | Abr.                                                  | May.                                                  | Jun.                                                  | Jul.                                                  | Ago.                                                  | Sep.                                                  | Oct.                                                  | Nov.                                                  | Dic.                                                  | Anual                                                 |
| ------------------------------------------------------ | ----------------------------------------------------- | ----------------------------------------------------- | ----------------------------------------------------- | ----------------------------------------------------- | ----------------------------------------------------- | ----------------------------------------------------- | ----------------------------------------------------- | ----------------------------------------------------- | ----------------------------------------------------- | ----------------------------------------------------- | ----------------------------------------------------- | ----------------------------------------------------- | ----------------------------------------------------- |
| Temp. máx. abs. (°C)                                   | 30.0                                                  | 32.0                                                  | 34.0                                                  | 36.0                                                  | 38.0                                                  | 37.0                                                  | 36.0                                                  | 35.0                                                  | 34.0                                                  | 33.0                                                  | 31.0                                                  | 29.0                                                  | 38.0                                                  |
| Temp. máx. media (°C)                                  | 22.0                                                  | 24.0                                                  | 26.0                                                  | 29.0                                                  | 31.0                                                  | 32.0                                                  | 31.0                                                  | 31.0                                                  | 29.0                                                  | 27.0                                                  | 24.0                                                  | 22.0                                                  | 27.5                                                  |
| Temp. media (°C)                                       | 12.0                                                  | 14.0                                                  | 16.0                                                  | 19.0                                                  | 21.0                                                  | 22.0                                                  | 21.0                                                  | 21.0                                                  | 20.0                                                  | 17.0                                                  | 14.0                                                  | 12.0                                                  | 17.5                                                  |
| Temp. mín. media (°C)                                  | 2.0                                                   | 4.0                                                   | 6.0                                                   | 9.0                                                   | 11.0                                                  | 12.0                                                  | 12.0                                                  | 12.0                                                  | 11.0                                                  | 8.0                                                   | 5.0                                                   | 3.0                                                   | 7.5                                                   |
| Temp. mín. abs. (°C)                                   | -10.0                                                 | -8.0                                                  | -5.0                                                  | 0.0                                                   | 3.0                                                   | 5.0                                                   | 7.0                                                   | 6.0                                                   | 4.0                                                   | -1.0                                                  | -4.0                                                  | -9.0                                                  | -10.0                                                 |
| Precipitación total (mm)                               | 20.0                                                  | 10.0                                                  | 5.0                                                   | 10.0                                                  | 20.0                                                  | 50.0                                                  | 80.0                                                  | 70.0                                                  | 60.0                                                  | 30.0                                                  | 15.0                                                  | 15.0                                                  | 385.0                                                 |
| Horas de sol                                           | 206.4                                                 | 227.0                                                 | 261.2                                                 | 251.3                                                 | 265.0                                                 | 236.9                                                 | 206.8                                                 | 201.0                                                 | 191.9                                                 | 226.6                                                 | 214.5                                                 | 172.6                                                 | 2661.2                                                |
| Humedad relativa (%)                                   | 53                                                    | 49                                                    | 43                                                    | 40                                                    | 42                                                    | 55                                                    | 67                                                    | 69                                                    | 71                                                    | 62                                                    | 57                                                    | 56                                                    | 55                                                    |
| Fuente n.º 1: Comisión Nacional del Agua               |                                                       |                                                       |                                                       |                                                       |                                                       |                                                       |                                                       |                                                       |                                                       |                                                       |                                                       |                                                       |                                                       |
| Fuente n.º 2: Colegio de Postgraduados (humedad y sol) |                                                       |                                                       |                                                       |                                                       |                                                       |                                                       |                                                       |                                                       |                                                       |                                                       |                                                       |                                                       |                                                       |

## Demografía
De acuerdo a los datos del censo de población y vivienda del INEGI en 2020 la ciudad de Durango cuenta con 616 068 habitantes, siendo de esta manera la 30.ª ciudad más poblada de México.
A pesar de no ser considerada una de las más grandes del país, es una ciudad importante en el Norte, y representa un punto estratégico de comercio e intercambio de mercancías por su conectividad desde el Pacífico al golfo de México.

### Población de la ciudad de Victoria de Durango 1900-2020
| Gráfica de evolución demográfica de Victoria de Durango entre 1900 y 2020                         |
|                                                                                                   |
| Población de los censos del Instituto Nacional de Estadística y Geografía (INEGI) de 1900 a 2020. |

## Turismo

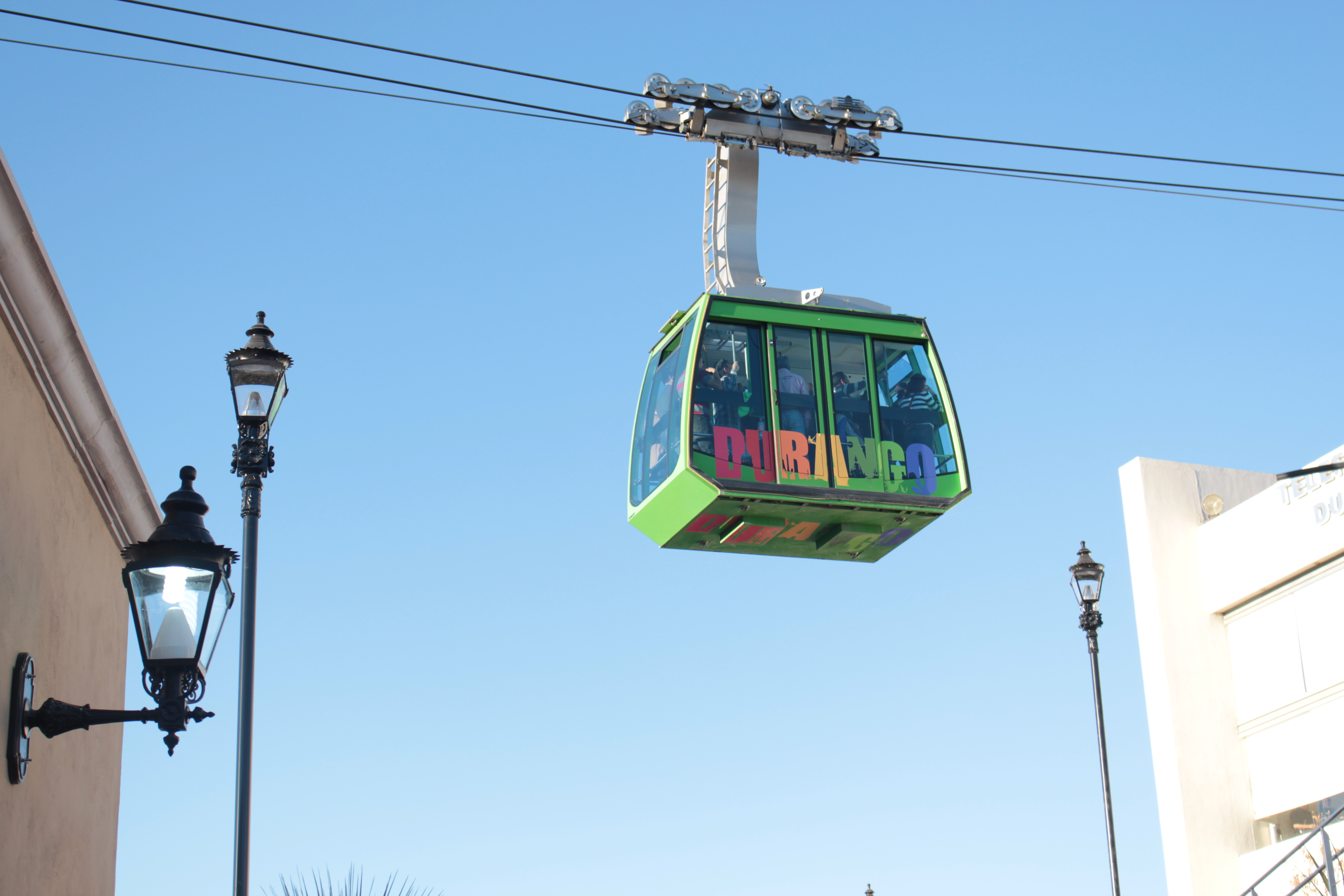
Teleférico de la ciudad

Panorámica de la Ciudad de Durango.

Los lugares de la ciudad que merecen ser visitados son encabezados por la plaza de Armas, la catedral Basílica Menor y el resto del centro histórico. Sin embargo, paseos como el parque Guadiana y el zoológico Sahuatoba han sido por años lugares de encuentro de las familias duranguenses y también de turistas.
El Pueblito, la presa Peña del Águila y de Garabitos además de la presa Santiago de Bayacora son frecuentemente visitados por los lugareños para la práctica de deportes acuáticos o simplemente para realizar pícnic los fines de semana.
En los últimos años Durango ha incrementado su oferta turística con obras como son: la remodelación de fachadas en el centro histórico, El Corredor Constitución, El Teleférico de Durango, el Mirador Los Remedios, El Museo-Túnel de la Minería, set cinematográfico de chupaderos ubicado a 15 km de la capital, parque temático paseo del viejo oeste paseo Las Cuchillas, remodelación paseo de las Alamedas, el Museo de Villa, el Museo de la ciudad, la restauración del Ojo de Agua del Obispo, la Casa del Conde de Suchil, la hacienda Ferrería de las Flores y parque Fundidora, el segundo Alto Horno más antiguo en Latinoamérica en donde se fundía el mineral extraído del cerro del Mercado durante el siglo XIX.
A este ambiente norteño, añade joyas coloniales, sierras cubiertas de verde en especial por sus bosques, el rumor de ríos y cascadas y un poco de desierto. En el centro del estado, en el Valle del Guadiana, se asienta esta bella ciudad norteña conocida como “La Perla del Guadiana”. Sus orígenes se remontan a 1563, año en que fue fundada por el conquistador español Francisco de Ibarra. Caminar por su centro histórico es equivalente a recibir una lección de arquitectura. En sus calles se erigen más edificios históricos que en cualquier otra ciudad del norte del país. Durango gozó en la antigüedad de gran importancia al ser una de las paradas del Camino Real de Tierra Adentro, una ruta comercial usada desde tiempos prehispánicos y declarada Patrimonio Mundial de la Humanidad por la Unesco.
Hoy día, los palacios y las mansiones duranguenses se han convertido en centros culturales y museos que resguardan reliquias, piezas de arte religioso, archivos históricos y colecciones etnográficas. Además de una vasta riqueza histórica y cultural, Durango atesora bellezas naturales donde es posible realizar un gran abanico de actividades al aire libre. Sus montañas, ríos, lagos, bosques y desiertos te invitan a vivir la adrenalina al máximo. Si prefieres unas vacaciones más tranquilas, quizá en compañía de tu familia, aquí encontrarás opciones de ecoturismo. Para pasar la noche, puedes elegir desde una cabaña con una increíble vista a la sierra hasta un exclusivo hotel boutique.

Las ferias y los festivales en Durango son famosos por su colorido. Quizá la más conocida sea la Feria Nacional de Durango, que se celebra en julio para conmemorar el aniversario de la fundación de la ciudad; debido a ser una de las más extensas he importantes en la categoría de feria-exposición, es la segunda feria más importante del país (después de la feria de San Marcos) y la más importante del norte de México. Otro evento popular es la fiesta de Nuestra Señora del Refugio. Durante este festejo, se realizan juegos pirotécnicos y personajes conocidos como matachines interpretan danzas acompañados por bandas de instrumentos de viento.

### Centro histórico de Durango

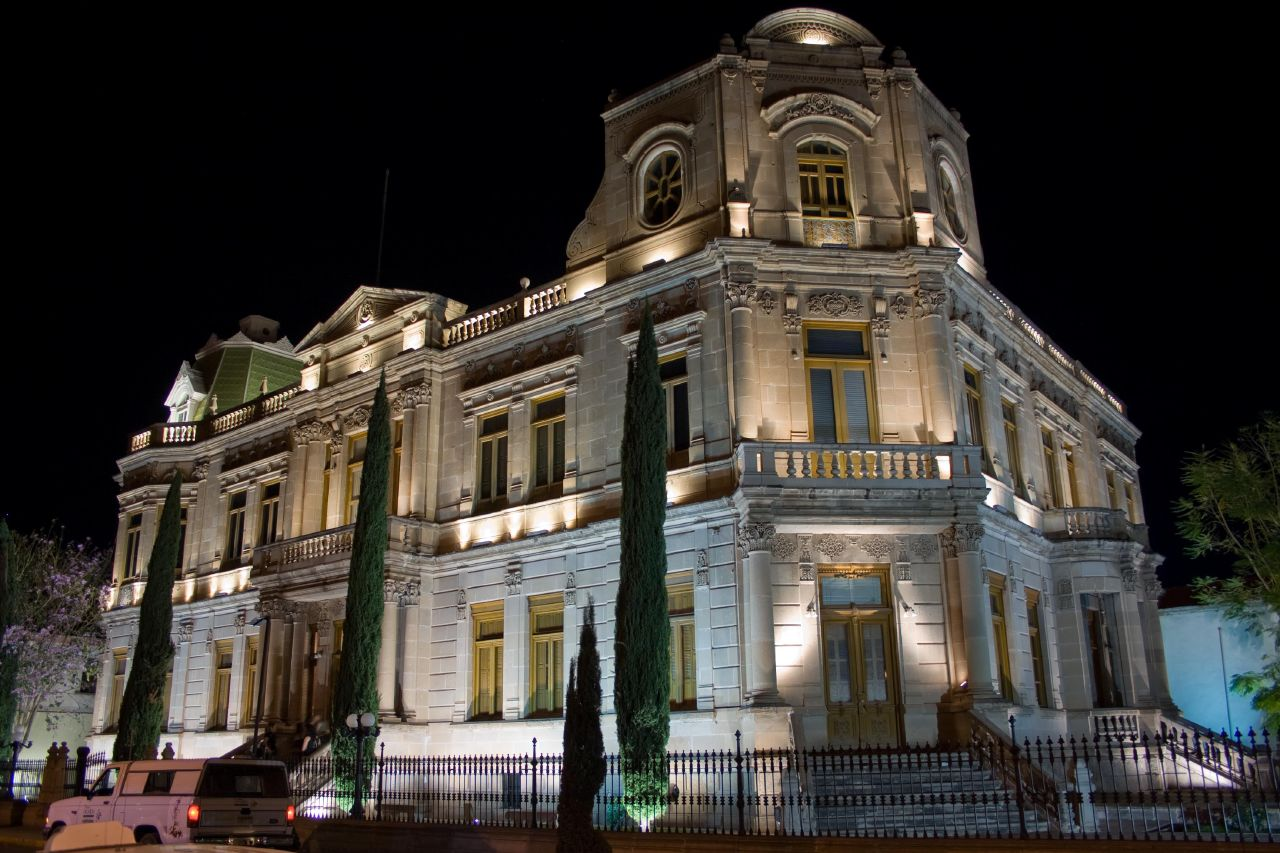
Museo del Aguacate

El centro histórico de la ciudad de Durango cuenta con cerca de mil edificios construidos en siglos pasados, con estilos muy diversos que van desde el neoclásico y barroco hasta el neo gótico. Caminar por las hermosas calles del centro es como recorrer un enorme museo de arquitectura al aire libre, con hermosas obras de arte a cada lado del camino. La cantidad de sus edificios históricos y la belleza de su arquitectura han hecho que organismos internacionales recomienden a Durango como una ciudad que podría ser considerada patrimonio de la humanidad.
Desde la Presidencia municipal, el palacio de Escárzaga y la catedral, que curiosamente es el cuarto edificio que se construyó y data de mediados del siglo XVIII, el centro histórico, con sus 145 manzanas, es todo un deleite si lo que se busca es observar la convivencia de diversas arquitecturas en un solo lugar.
El Corredor Constitución, la calle del mismo nombre que fue remodelada y adaptada únicamente para peatones y que incluye comercios como restaurantes, cafés, heladerías, hoteles, tiendas de vestir, bancos, etc. y que culmina justamente en el paseo de las Alamedas, pasando por la plaza de Armas. De esta manera se crea uno de los espacios más agradables de la ciudad.
Es el cuarto centro histórico más grande del país, y es considerado como uno de los más bellos; cuenta con cerca de mil edificios y hermosas obras de arte a cada lado del camino.
Frente a la catedral, en el corazón del centro histórico se localiza la plaza de Armas, símbolo y punto de encuentro para celebraciones, campañas políticas, incluso conciertos. En el centro de la misma se localiza un tradicional Quiosco. Dicha plaza es también el acceso a una de las nuevas atracciones que es el Museo un tradicional Quiosco. Dicha plaza es también el acceso a una de las nuevas atracciones que es el Museo-Túnel de la Minería cuyo recorrido subterráneo culmina en la plazoleta del arzobispado.
Ejemplos de edificios destacados por su belleza e historia son el palacio del Conde de Súchil, El teatro Ricardo Castro, teatro Victoria, la catedral, el palacio de Gobierno, edificio Bancomer y palacio de Escárzaga.

#### Templos
Los Templos más importantes del estado se encuentran en la ciudad capital. La mayoría hechos de cantera y con una antigüedad de más de 400 años. El estilo barroco y gótico, característico del colonialismo, dan muestra de la gran habilidad artesanal y arquitectónica de los constructores. Con más de 45 templos, Durango es la segunda ciudad con más templos del país, solo después de Ciudad de México, que cuenta con más de 100.
Durango, al tratarse de una ciudad colonial, cuenta con diversas construcciones de este tipo, que van desde el barroco hasta el gótico, y también es famosa por su catedral, sin duda la más bella del norte de México, y una de las primeras del país.
Entre los templos más destacados se encuentran la Catedral Basílica de Durango, el Templo del Sagrado Corazón de Jesús y el Templo de Santa Ana y la Sagrada Familia.
Otro de los templos más representativos se encuentra enclavado en uno de los Barrios más antiguos de la ciudad, el Templo de Analco, el primero en ser construido en la Nueva Vizcaya.

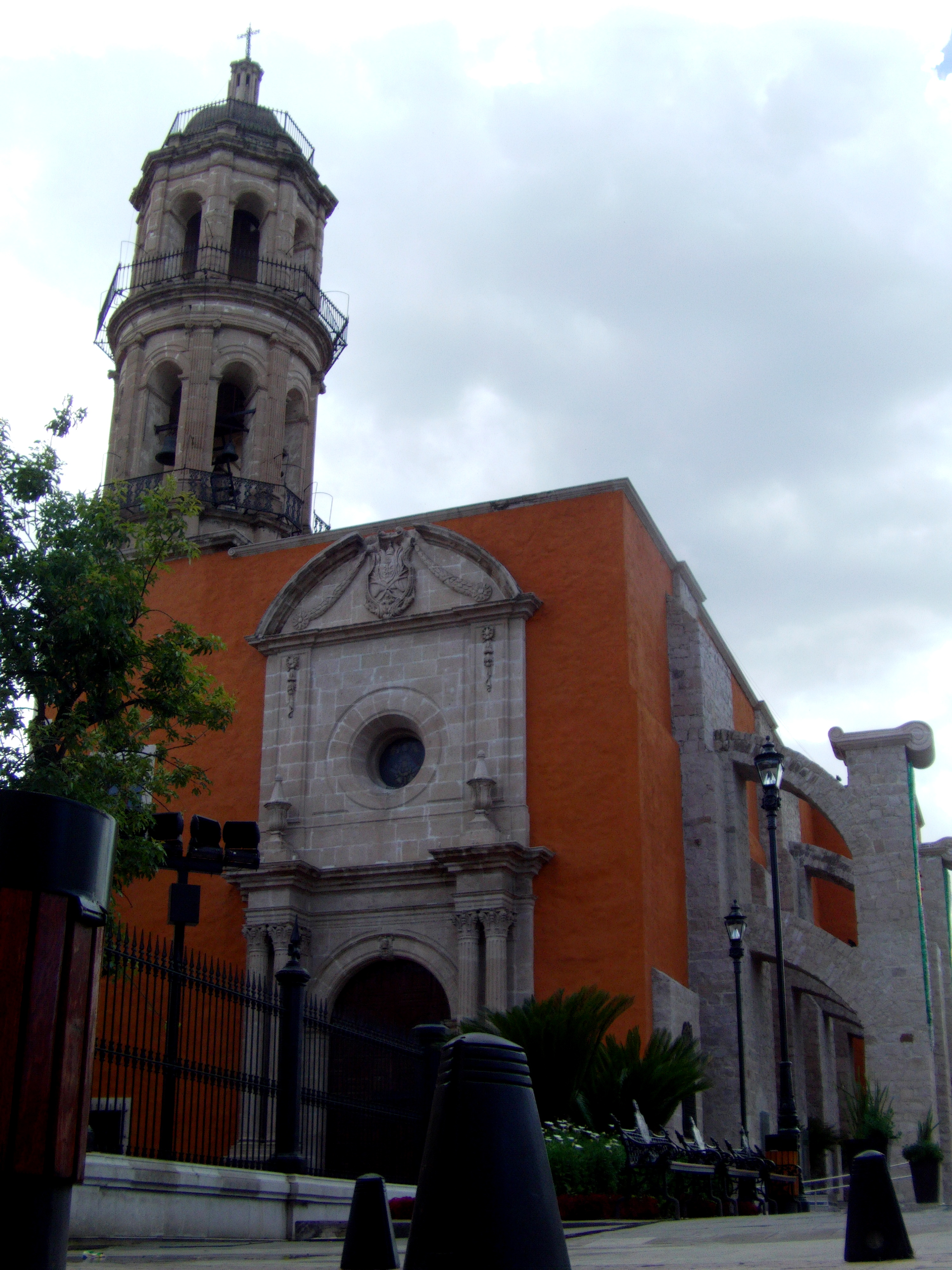
Templo de Nuestra Señora de San Juan de los Lagos
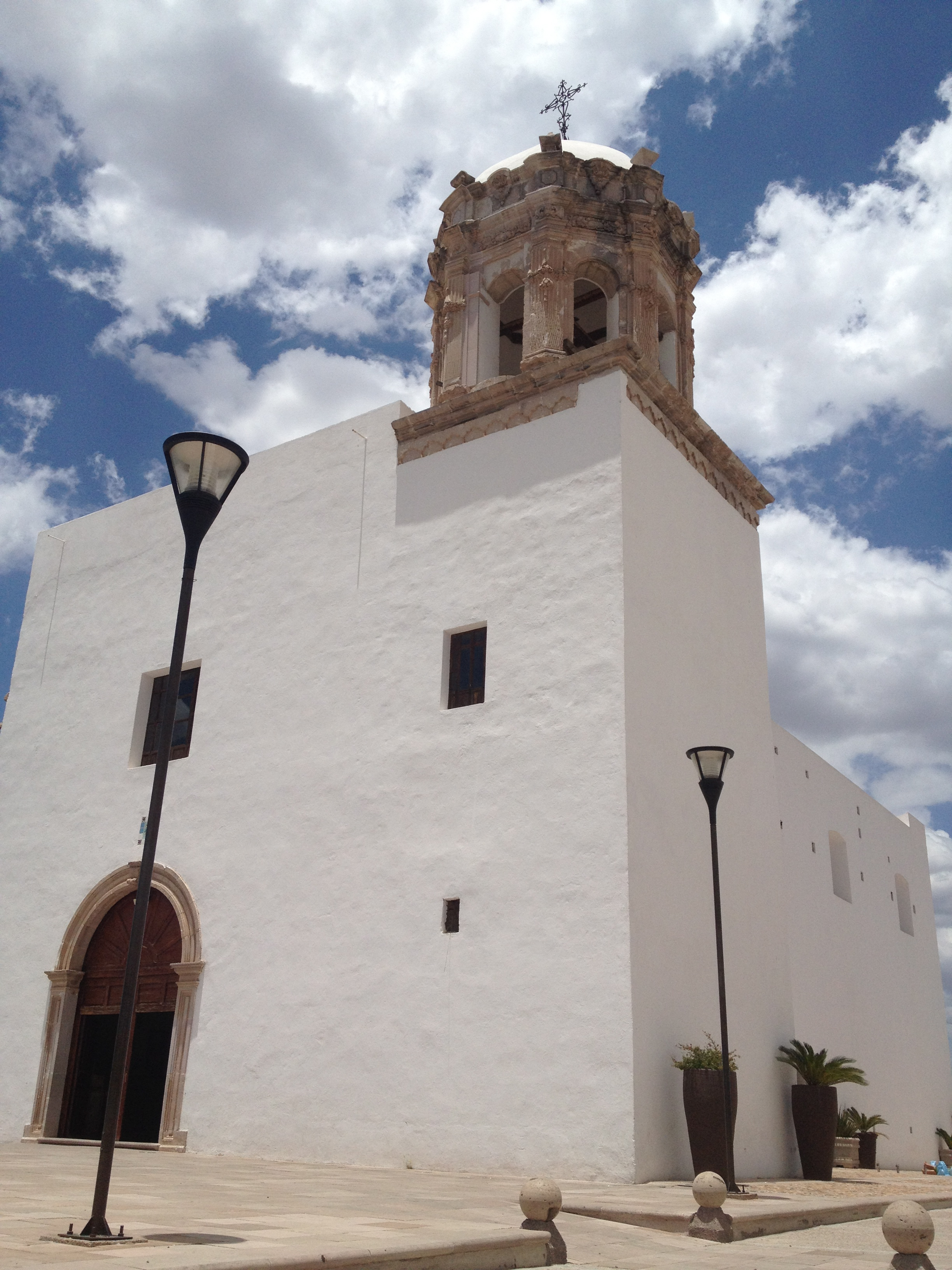
Santuario de Nuestra Señora de los Remedios
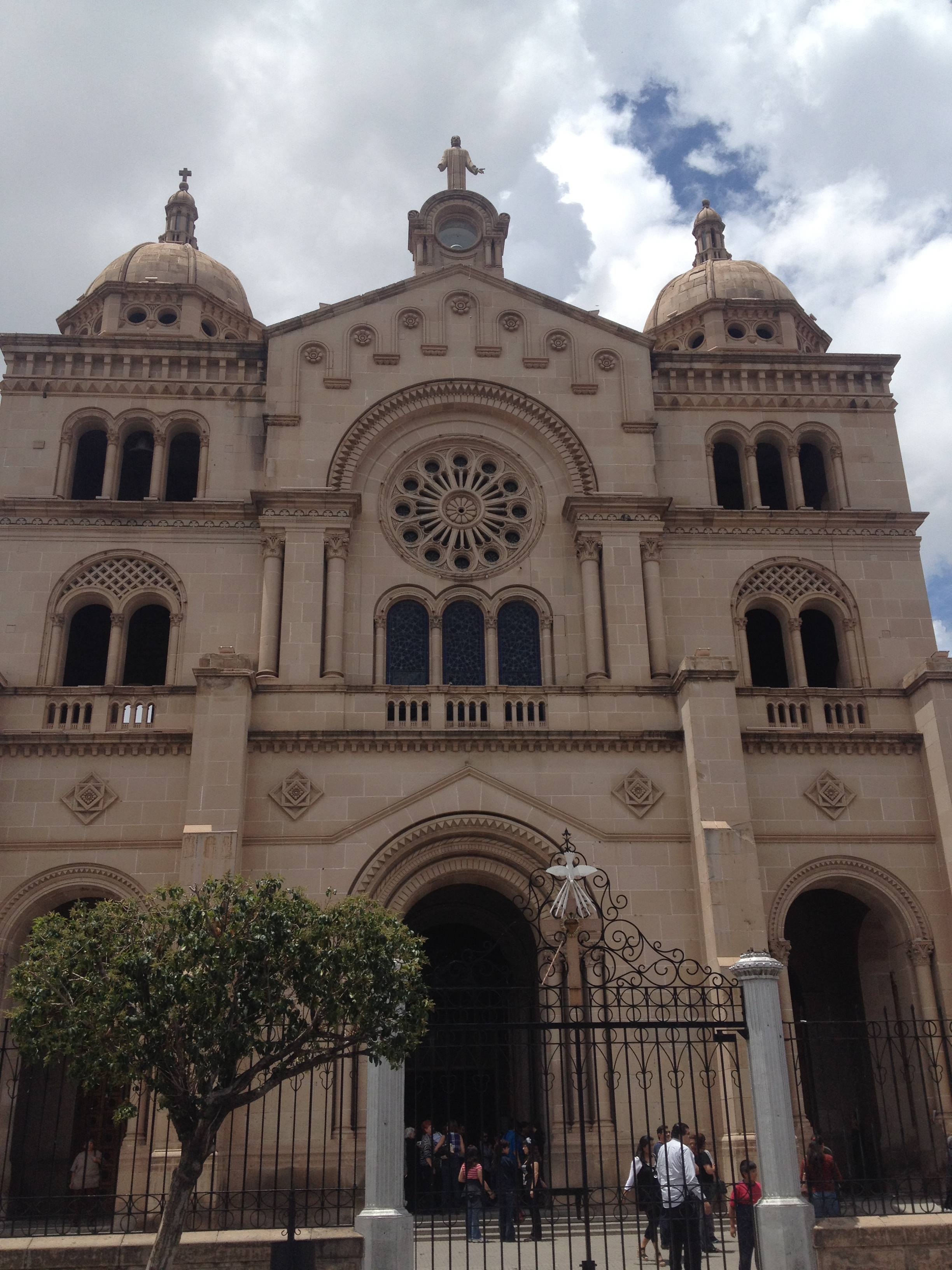
Templo del Sagrado Corazón
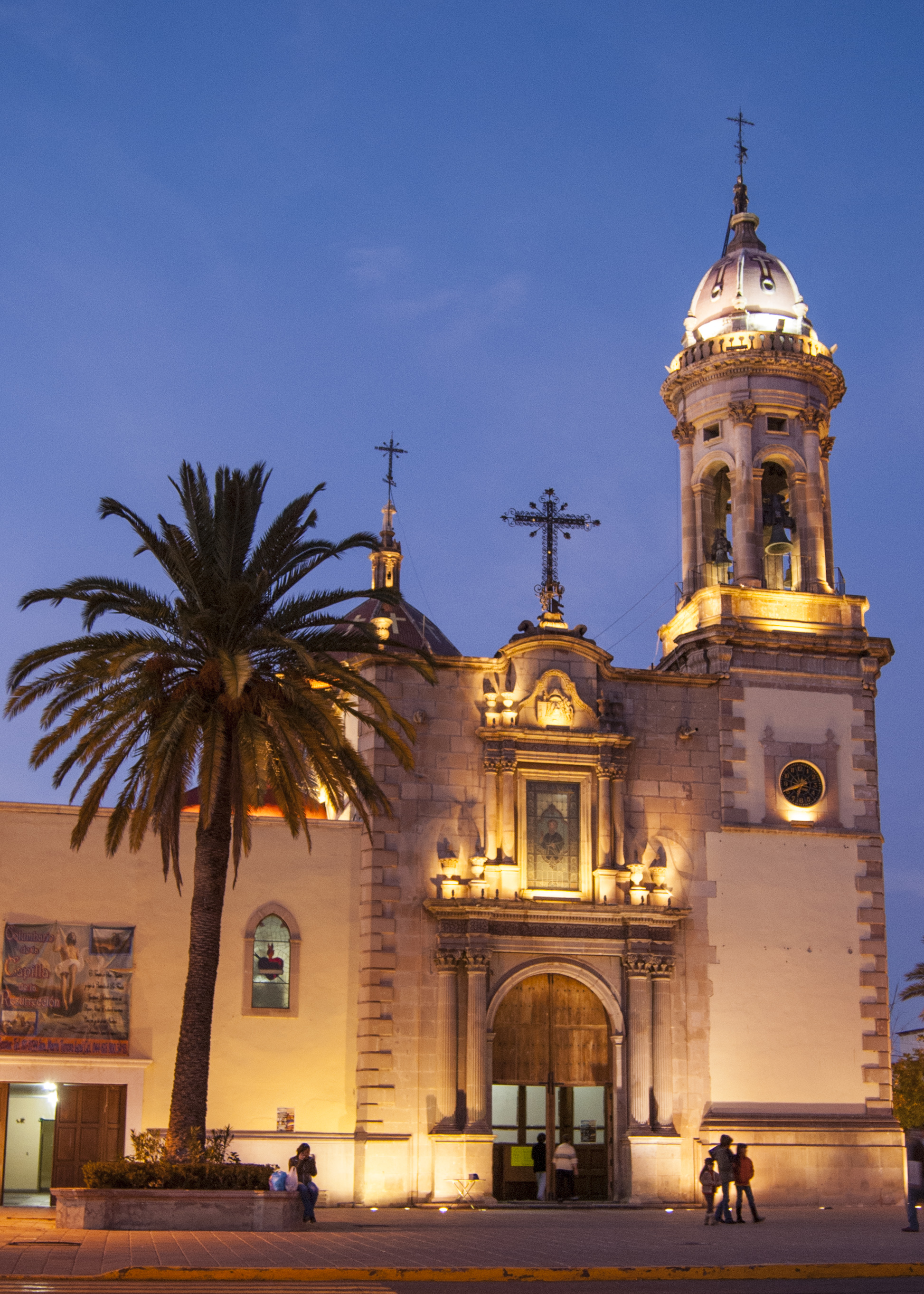
Templo de San Agustín

#### Museo Bebeleche
Es un espacio educativo orientado a fomentar el gusto por la ciencia, la tecnología, el arte y la cultura a través de exhibiciones y talleres interactivos y lúdicos; cuenta con cinco salas permanentes, una sala temporal, una sala de proyección digital en 3D, áreas recreativas, cafetería, tienda, salón de usos múltiples.

#### Teleférico de Durango
El Teleférico Durango, en su primera etapa cuenta con dos Góndolas; con una capacidad de 25 personas cada una. Las dos estaciones de dicho paseo se encuentran en el cerro del Calvario a un costado de la biblioteca central del Estado y el cerro de los Remedios. El recorrido es aproximadamente de 7 minutos con una vista de la ciudad.
En la estación Remedios se encuentra:
- Sala de interpretación.
- Mirador Panorámico
- Productos Típicos
- Muestras Folclóricas
- Artesanías.

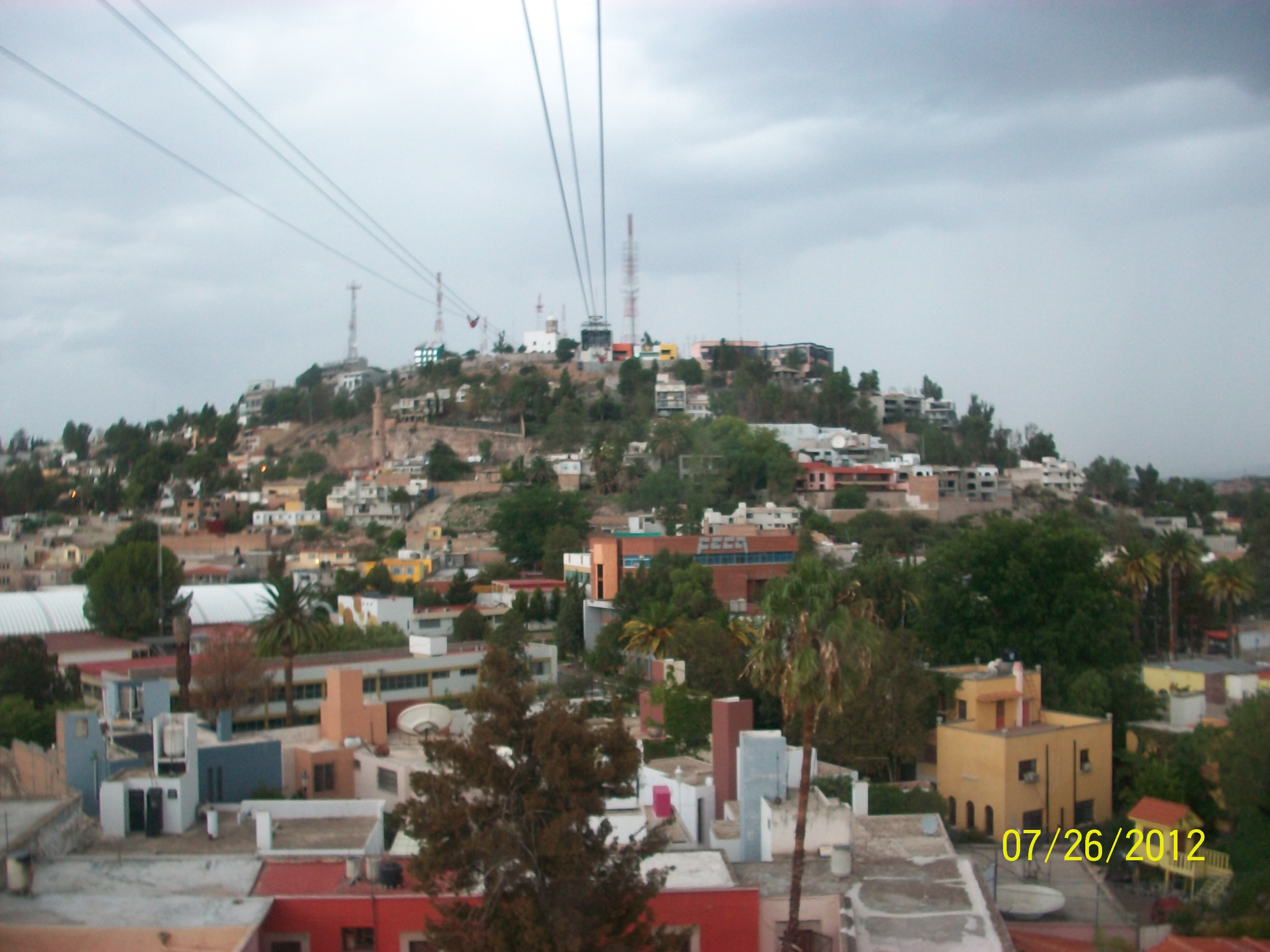
Teleférico de Durango.

- Eventos culturales todos los días.

En la cima del cerro, bajo la parroquia de nuestra Señora de los Remedios, al llegar a la estación Remedios los lugareños o los turistas se encuentran con el Mirador los Remedios, que ofrece una perspectiva de la mayor parte de la ciudad y que se ha vuelto una postal obligada al visitar la ciudad.
Para la segunda etapa del Teleférico se contempla una tercera estación aledaña el Museo Bebeleche y que forme parte de la integración de los Parques Guadiana, Sahuatoba y un nuevo parque denominado Milenio.

#### Museo Túnel de Minería

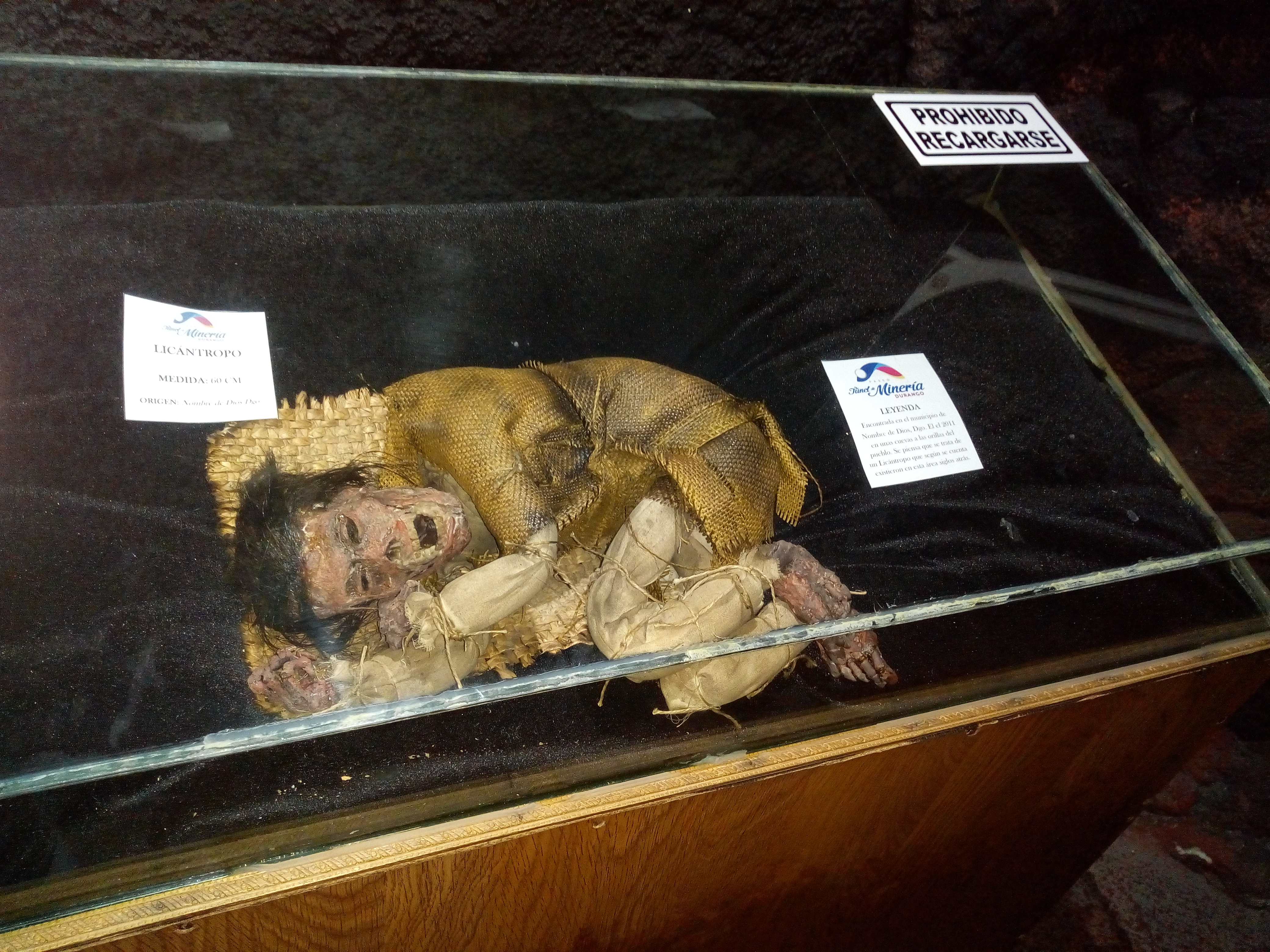
Leyenda: Encontrada en el 2011 en el municipio de Nombre de Dios, Durango a las orillas del pueblo, se cree que también pudiera ser un Licántropo que según se cuenta existieron siglos atrás en esos lugares.

Se puede recorrer un túnel de 280 m –a 8 m de profundidad-, desde la plaza Juan Pablo II en el Arzobispado, hasta la plaza de Armas, a un costado de la calle Juárez y visitar un espacio para galerías de diversas exposiciones tanto itinerantes como permanentes.
Actualmente cuenta con un espectáculo en el cual actores relatan leyendas propias del estado.
Cuenta con un elevador para adultos mayores y personas con discapacidad, sistemas de vigilancia y tecnología de vanguardia para un recorrido seguro para los visitantes. La segunda etapa de túneles abarcará un recorrido de otros 280 metros lineales, desde la plaza de Armas a la plaza IV Centenario.

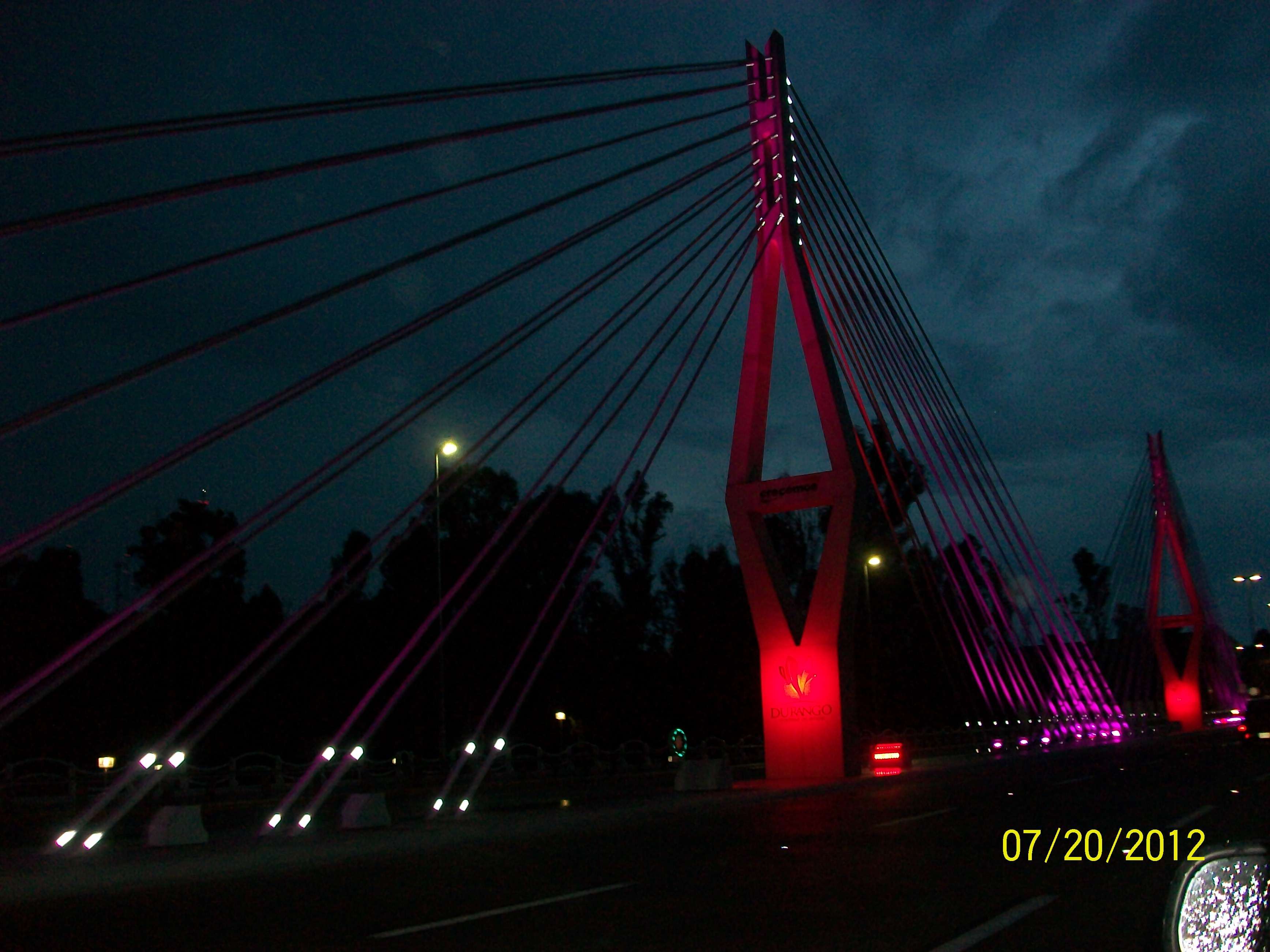
Réplica del Puente Baluarte.

#### Réplica del Puente Baluarte
En la carretera Durango-Mazatlán se puede encontrar la Réplica a escala del Puente Baluarte Bicentenario, que es uno de los más altos del mundo, con una profundidad de 390 m.
De noche se ilumina de diversos colores y da a la ciudad un aire de modernidad.

#### Las Alamedas
En la ciudad existe un espacio dedicado a la Naturaleza y convivencia llamado ''Las Alamedas'' , que son un corredor de aproximadamente 1 km, ubicado en el barrio de Analco, donde tanto familias de Durango como de otros lugares deben acudir obligatoriamente. Ubicada en el bulevar Dolores del Río, muchos duranguenses la nombran como ''La avenida más verde de México''.
Cuenta con:
- Fuentes Danzantes
- Corredor dedicado a Monumentos a los Personajes Ilustres de Durango, como Dolores del Río, Guadalupe Victoria, Francisco Villa , entre otros.
- Zonas Recreativas

- Vistas al barrio de Analco

#### Centro cultural Bicentenario
El centro de Convenciones de Durango Bicentenario, nombre oficial de este recinto, es un espacio dedicado a exposiciones, obras y eventos culturales.Cuenta con una calzada con esculturas de piedra que simbolizan como se fue fundando Durango hasta la actualidad.
Cuenta también con un salón con capacidad para 5000 personas, el mayor de este tipo en el estado.

#### Paseo Durango
Paseo Durango es el Centro Comercial más grande del estado,y el único de su tipo en el estado con tiendas como: 
- Liverpool
- Sears
- Cinemex
- Suburbia

Este centro comercial es punto de reunión entre duranguenses, pues es el único centro comercial con una tienda ancla en todo Durango, cuenta con diversas tiendas menores como Bershka, Pull & Bear, Italian Coffee, Aldo Conti, C&A, Transit, etcétera.

## Economía
La principal fuente de ingresos es el turismo, ocupando un 17.5% del PIB. Con la llegada del aniversario 450 de la fundación de Durango, muchos inversionistas, sobre todo alemanes y asiáticos (especialmente chinos), han hecho de Durango un gran lugar para invertir y con esto, la ciudad, fue nombrada como la sexta mejor ciudad en Latinoamérica para invertir, solo después de ciudades como Valparaíso, Arequipa, Monterrey, Santiago de Chile y Río de Janeiro.

## Transporte

### Transporte público
El transporte en la ciudad es relativamente caro en comparación con otras ciudades del país, una red de autobuses cruzan la ciudad estableciendo como punto de transbordos y de partida el centro histórico de la ciudad y transitando hacia la periferia. Es sencillo llegar a casi cualquier punto de la ciudad en los autobuses, dependiendo del color de la carrocería se determina la dirección del viaje y solo es necesario dar cuenta del letrero de direcciones.
- El color azul recorre el norte y noreste de la ciudad.
- El color azul con amarillo se dirige al sur de la ciudad.
- El color verde se desplaza por el sur poniente.
- El color amarillo recorre la ciudad de este a oeste por el centro.
- El color naranja se dirige o bien al oriente o al nororiente de la ciudad.
- El color rojo recorre el norponiente.
- El color dorado transita el sur oriente.
- El color blanco viaja por toda la ciudad de sur poniente a nororiente.
- El color café se dirige al norte de la ciudad.

Los diseños de la pintura en las carrocerías del transporte público son en ocasiones muy distintos en comparación a los microbuses de la misma ruta, sin embargo se respeta el código de colores y en general se mezcla el color correspondiente con el blanco al tiempo que se le agregan detalles a la forma de las franjas.
Las rutas originales son en muchas ocasiones modificadas para llegar a puntos fuera del trayecto original y de tal suerte las líneas en ocasiones no son rápidas por su largo trayecto, si bien son la manera más barata de viajar en la ciudad.

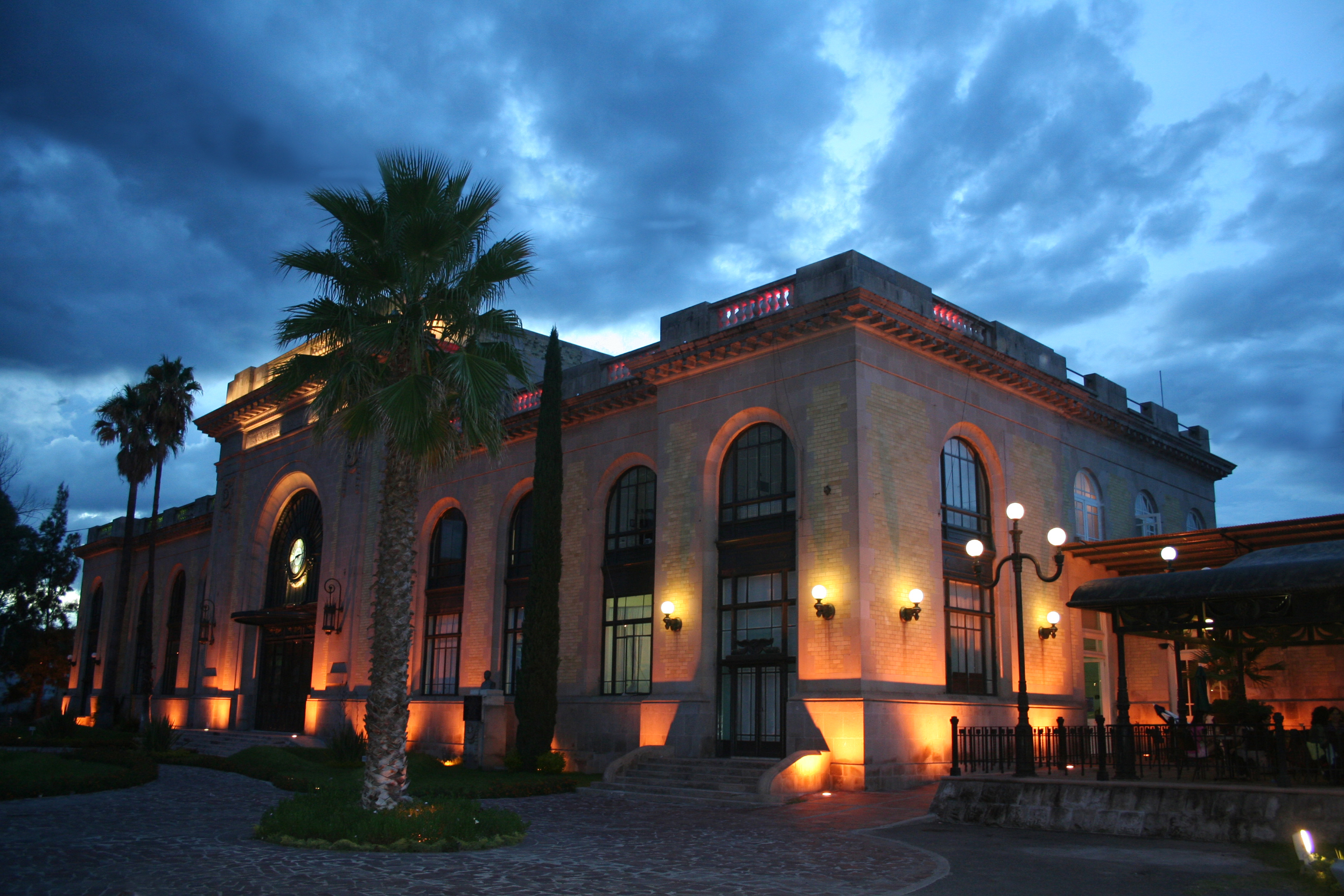
Estación de ferrocarril, ahora museo

### Taxi
En la ciudad operan un número muy amplio de taxis, como regla en toda la ciudad el cobro por el servicio es en base al taxímetro y por esta razón el precio es relativamente bajo en comparación a otras ciudades de México. Existen numerosas bases, los taxis son a menudo contratados vía telefónica y cuentan en su mayoría con un radio para comunicarse con otras unidades, o también ya existen aplicaciones para solicitar el servicio de taxi según tu ubicación.
Un código de colores similar al de los microbuses también se aplica a los taxis. Los rojos operan desde la central de autobuses, los verdes se encuentran en toda la ciudad y los amarillos tienen su base comúnmente en el centro, aunque no es general el seguir la regla.
Una última variación, los rosas, fueron instaurados durante el año 2010 para dar servicio a mujeres y niños solamente, la causa de este servicio son las tasas de inseguridad en la ciudad; los taxis rosas son conducidos por mujeres amas de casa a las que se les da un curso de mecánica, defensa personal y primeros auxilios, los taxis rosas están equipados además con sistemas de posicionamiento global y botón de pánico.
Los taxis verdes son llamados comúnmente como "eco-taxis", este nombre les fue dado en la década de 1990 para -al igual que en la capital del país- diferenciarlos de los que no utilizaban gasolina baja en azufre, a pesar de ello, el color verde fue incluido en todas las unidades sin distinción conforme pasaban los años. Ahora es usual que los duranguenses se refieran como "eco" a los taxis en general.
En octubre de 2010 la asociación de taxis más grande de Durango, Alianza anunció que para distinguir sus taxis de las otras compañías, estos serían pintados color azul con franjas de aguamarina y verde.

### Transporte foráneo
La ciudad de Durango cuenta con un aeropuerto internacional y con una central de autobuses que la conectan con el resto del país.
El Aeropuerto Internacional de Durango se encuentra a aproximadamente 30 minutos del centro de la ciudad, al noreste de la misma por la carretera federal 40.
La Central de Autobuses de Durango General Domingo Arrieta está ubicada al comienzo del Blvd. Francisco Villa, es un punto de referencia en la ciudad y es coloquialmente llamada La Camionera. Diferentes líneas de autobuses comunican a la ciudad con el resto del estado y del país.

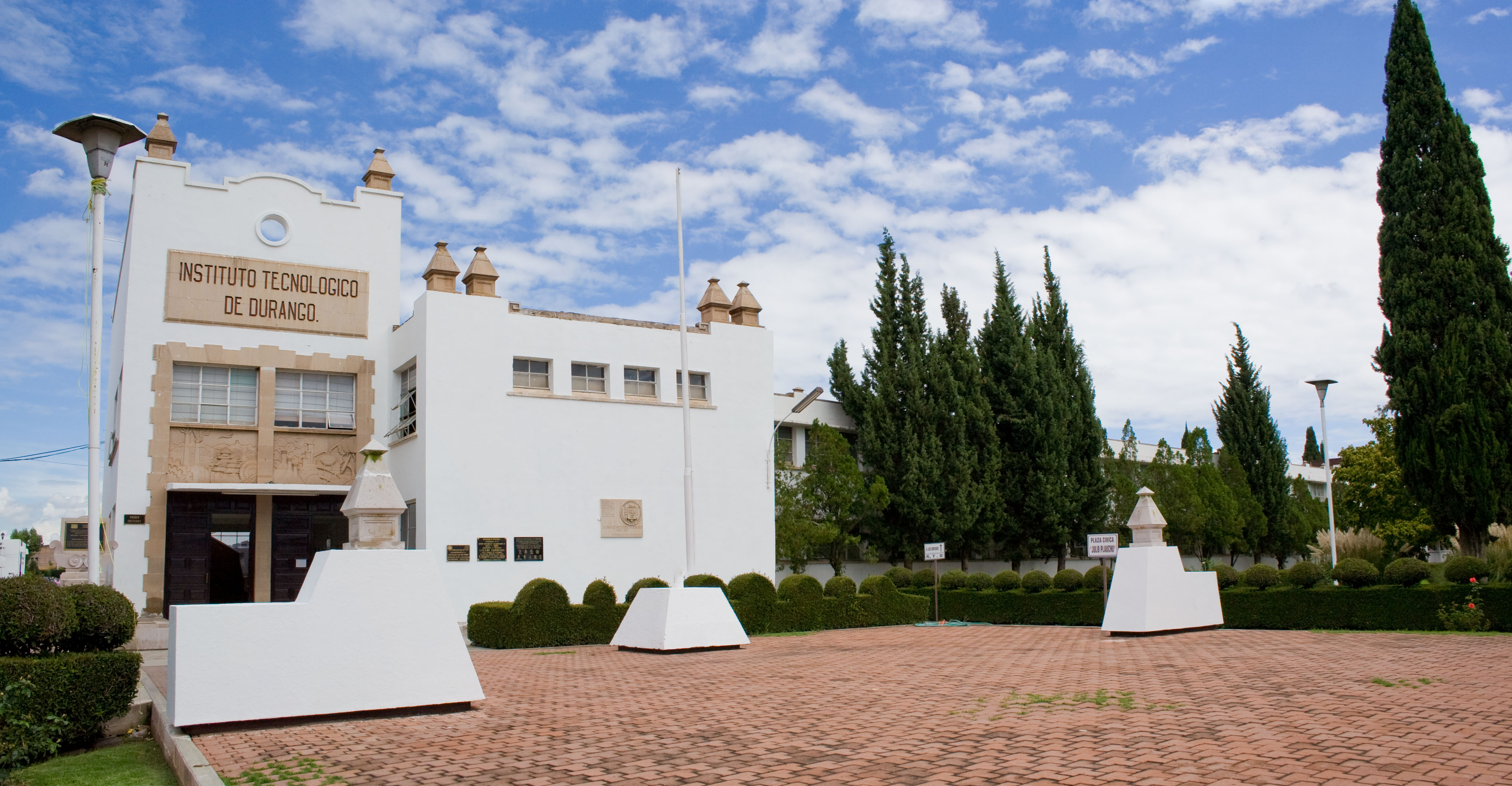
Instituto Tecnológico de Durango.

## Educación

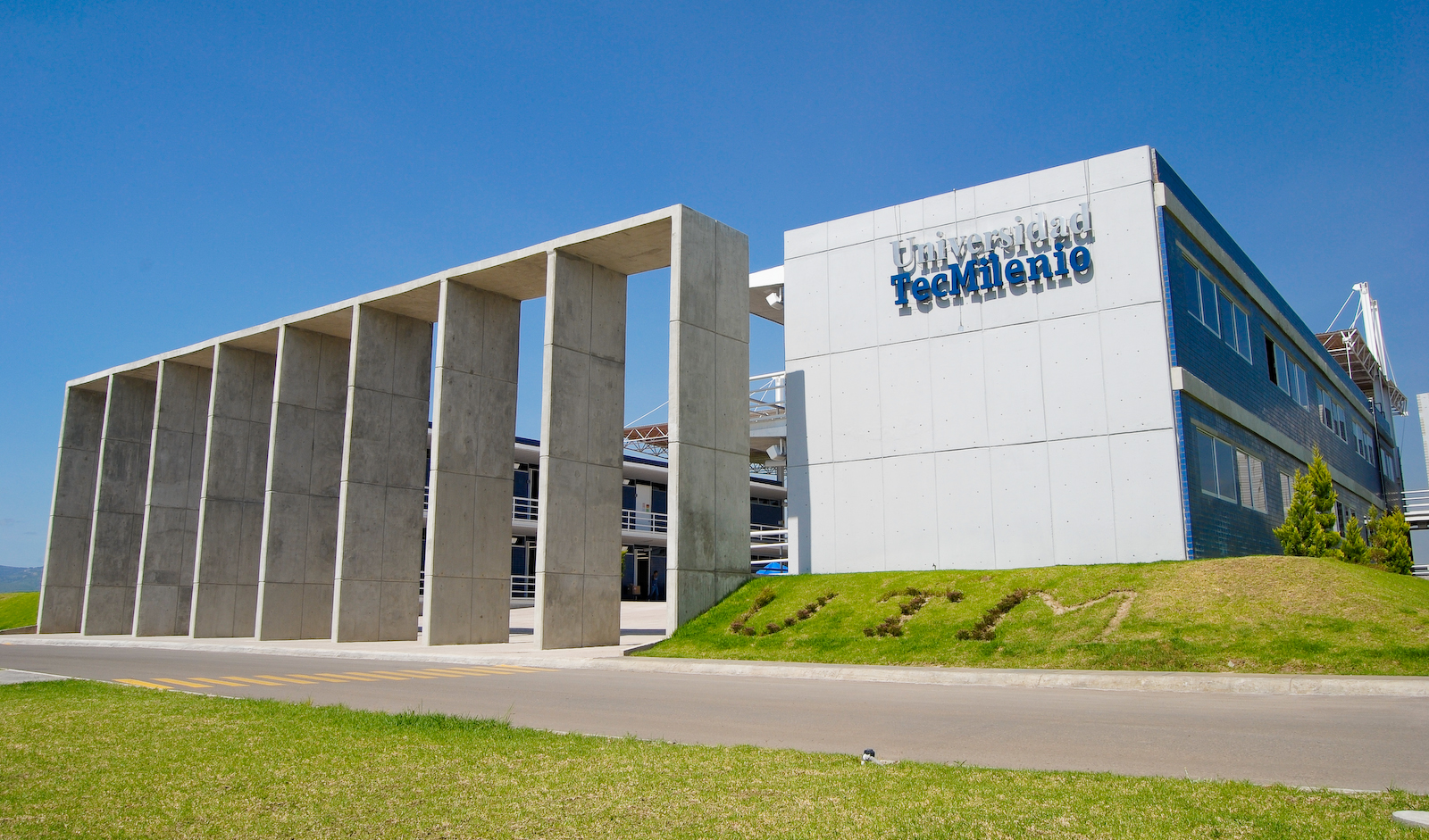
Universidad Tec Milenio Campus Durango.

La ciudad cuenta con diversos centros educativos, entre ellos la Universidad Juárez del Estado de Durango —la primera de la ciudad y del estado,— el Instituto Tecnológico de Durango —primero de su clase en México,—  la Benemérita y Centenaria Escuela Normal del Estado de Durango, un campus de la Universidad Tec Milenio además de las recientemente creadas Universidad Politécnica de Durango, Universidad Tecnológica de Durango y la Universidad Pedagógica de Durango.
El Colegio de Estudios Científicos y Tecnológicos del Estado de Durango tiene 53 planteles a lo largo del estado.

## Deportes
|                                                     | Deportes                       | Competiciones                      | Estadio                 | Creación        |
| Alacranes de Durango                                | Fútbol                         | Liga de Expansión MX               | Estadio Francisco Zarco | 1997            |
| Club Dorados de Villa                               | Fútbol                         | Segunda División de México         | Estadio Francisco Zarco | 2014            |
| Caliente de Durango                                 | Béisbol                        | Liga Mexicana de Béisbol           | Estadio Francisco Villa | 2024            |
| Alacranes de Durango                                | Béisbol                        | Liga Mayor de Béisbol de La Laguna | Estadio Francisco Zarco | 1958            |
| Leñadores de Durango                                | Baloncesto                     | LNBP                               | Auditorio del Pueblo    | 1978-2004; 2018 |
| Burros Blancos del Instituto Tecnológico de Durango | Fútbol americano universitario | COEFAL                             | Estadio "El Juli" Campa | 1973            |
| Mineros de Durango                                  | Fútbol americano               | AFAD                               | Polideportivo           | 2017            |

En Durango, como en otras ciudades del norte de México, el deporte juega un papel importante en su cultura y la sociedad. En muchos casos, las rivalidades deportivas surgen como manifestaciones de tensiones políticas, económicas o histórico-culturales que existen entre regiones, ciudades, barrios o segmentos sociales. 

### Fútbol

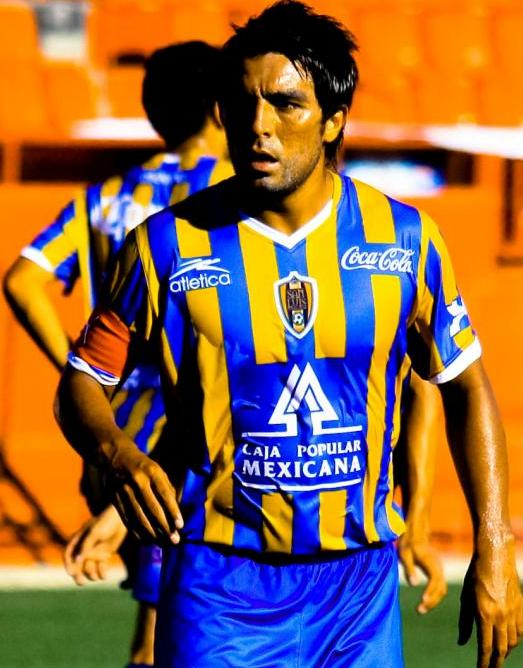
Jaime Correa, máximo exponente del fútbol duranguense

El fútbol no goza de tan buena fama en Durango como en otras ciudades del país. Este fenómeno se dio sobre todo porque cuando este deporte llegó a la ciudad de Durango, ya había un buen número de aficionados al basquetbol y al béisbol, siendo los dos máximos representantes para la ciudad de Durango los Leñadores y los Alacranes. El fútbol es popular sobre todo en los barrios bajos de Durango, entre personas foráneas que residen en la ciudad de Durango y entre la diáspora Duranguense, esto debido a que como el fútbol es el deporte más difundido por los medios de comunicación en México, los Leñadores y los Alacranes de béisbol no son muy conocidos en el resto del país y han visto al Club Alacranes como un fuerte sinónimo de identidad estatal. 
El futbolista duranguense que se ha destacado los últimos años ha sido Jaime Correa, que llegó a ser seleccionado nacional.
El Club Alacranes nace en 1958 y logra ascender a la liga de ascenso en 1997 después de obtener el bicampeonato de la segunda división mexicana, además de los Pumas, ningún equipo ha logrado llegar a Primera "A" de esta manera. Desde 2011 vuelven a participar en la Segunda División Mexicana, en la que ya obtuvo el campeonato de la Liga de Nuevos Talentos después de ser desafiliados por falta de recursos.

### Baloncesto
El baloncesto es el deporte más popular en la ciudad de Durango. La inclinación de los duranguenses hacia el baloncesto nació en la década de 1980 cuando los Leñadores de Durango obtuvieron cuatro títulos del CIMEBA, y de hecho, fueron ellos quienes posteriormente inauguraron la LNBP. Durante esta década el basquetbol se hizo más popular que el béisbol en Durango y surgió una fuerte rivalidad entre el equipo local (los Leñadores) y los Dorados de Chihuahua, rivalidad que ya existía en el béisbol. Durante esta época era común ver actos de violencia por parte de los aficionados, aunque actualmente ya es muy raro. En 2004 los Leñadores se convirtieron en los Lobos Grises de la UAD y los Dorados de Chihuahua desaparecieron en 2009, por lo que esta rivalidad ya ha desaparecido.
Actualmente, los Madereros son el equipo de Durango y juegan para la CIBANE. Los Madereros tienen un buen número de aficionados dentro y fuera de Durango, son seguidos por aproximadamente 6000 personas en todo el país, sobre todo duranguenses que viven fuera de su estado y no pueden verlos en el auditorio del pueblo. Su porra, La Fuerza Verde es de las más grades del país.

### Béisbol y sóftbol
El béisbol y el sófbol también son muy seguidos en Durango como en todo el norte del país. El equipo de béisbol, los Alacranes jugaron en la LMB hasta 1981 y actualmente juegan en la Liga Mayor de Béisbol de La Laguna, liga que junta equipos de Durango, Chihuahua y Coahuila. Durango y Chihuahua también tuvieron una gran rivalidad en el béisbol durante la década de 1960, y de hecho, recientemente en 2011 fueron los Dorados los que se opusieron a que Durango participara en la Liga Estatal de Chihuahua.
En 2013 Durango presentó una propuesta formal para ingresar a la LMP ante una posible expansión de la liga. En 2017 Durango por fin logra ingresar al béisbol profesional por primera vez desde 1981 después de que Delfines del Carmen anunciaran su mudanza a la ciudad, convirtiéndose en el actual equipo de la ciudad, Generales de Durango.

### Fútbol americano
El fútbol americano se ha vuelto cada vez más importante en Durango. El emparrillado llegó a Durango en 1972 cuando los Burros Blancos del Instituto Tecnológico de Durango incluyeron al fútbol americano en sus programas deportivos. En Durango existe un enorme interés por la NFL norteamericana y el hecho de que haya un gran número de inmigrantes Duranguenses en Chicago ha propiciado que exista una buena cantidad de aficionados a los Osos de Chicago en Durango.
También a nivel juvenil e intermedia existe un enorme interés por este deporte. Entre primavera y verano, la Conferencia Estudiantil de Fútbol Americano de Durango (CEFAD) organiza un torneo regional para categorías juvenil e intermedia. Los dos equipos juveniles más destacados de Durango son los Halcones del CBtef 4 y los Rinos de La Salle Guadina, detrás de estos últimos existen ciertos trasfondos socioculturales, ya que este equipo representa a la clase rica y política de la ciudad.
En categoría máster se encuentra el Club Centuriones de Durango en la Liga Master de Sinaloa.

### Boxeo
La ciudad de Durango ha tenido a lo largo de su historia dos campeones mundiales de boxeo como los son Antonio 'Monito' Hernández (AMB Superpluma) y José Luis 'Maestrito' López (OMB Superwelter), así mismo campeones regionales como David 'Kid' Martínez (INTERCONTINENTAL IBA), Oscar 'Cuate' Andrade (Regionales OMB y NABF).
La funciones de boxeo profesional son organizadas por diversos promotores de la ciudad, el lugar más tradicional para realizarlas es en el centro de espectáculos Holiday Inn, auditorio del pueblo o el palacio de los Combates, en dónde se presentan peleadores locales como son: Eduardo Tamal Hernández, Diego Andrade, Enrique Trejo, Milagros Hernández, Ernesto Olvera, Cruz Duran, David Martínez, entre otros.
En el ámbito amateur Durango cuenta con jóvenes promesas como son Miguel Ángel Hernández, Hugo Barron y Valeria Amparán.
En la ciudad de Durango existen más de 30 gimnasios siendo los más sobresalientes: Club Hills, El Refugio, Machos GYM, Bueno's Boxing, Zorrito Rocha, Chatito Glz, DAP Box, Charol Enríquez, Lupita, Villalobos Boxing, Puma Rodríguez, CCH, Trejo's, IED, Curita de Boxeo Y Cañas Muro lo que facilita la organización de funciones de boxeo amateur realizadas por la Asociación de Boxeo Amateur del Estado de Durango.

## Relaciones exteriores

### Consulados
Durango cuenta con un solo consulado, puesto que en el norte del país la mayoría de consulados de otros países se encuentran en Monterrey, ya que es la ciudad más importante de la región norte del país. Durango cuenta con un consulado honorario, el de España.

### Hermanamientos
La ciudad de Victoria de Durango tiene los  siguientes hermanamiento de ciudades:
- Porto Alegre, Brasil (2001)[17]
- Aguascalientes, México (2008)[18]
- Zacatecas, México (2012)[19]
- Laredo, Estados Unidos (2012)[19]
- Lagos de Moreno, México (2012)[20]
- Torreón, México (2012)[21]
- Franklin Park, Estados Unidos (2013)[22][23]
- Mazatlán, México (2014)[24]
- Ningbó, China (2014)[22][25]
- Sacaba, Bolivia (2015)[22][26]
- Durango, España (2017)[27]
- Durango Estados Unidos (2017)[27]
- Las Heras, Argentina (2017)[28]
- Auroras, Estados Unidos (2018)[29][30]
- San Pablo del Monte, México (2019)[31]
- Xalapa-Enríquez, México[32]

## Museos
Como ciudad cultural, Durango cuenta con una gran variedad de museos de diversas categorías. La ciudad posee diversas galerías de pintura, un museo para niños, el museo nacional "Francisco Villa", el Museo de Arqueología Ganot-Peschard, entre otros. El Museo de las Culturas Populares exhibe muestras de artesanías locales, el Museo Regional (conocido popularmente como Museo del Aguacate) cuenta con más de una docena de salas en las que se exhiben piezas tanto de la historia de Durango, como de arte contemporáneo.